# Ulica św. Idziego we Wrocławiu

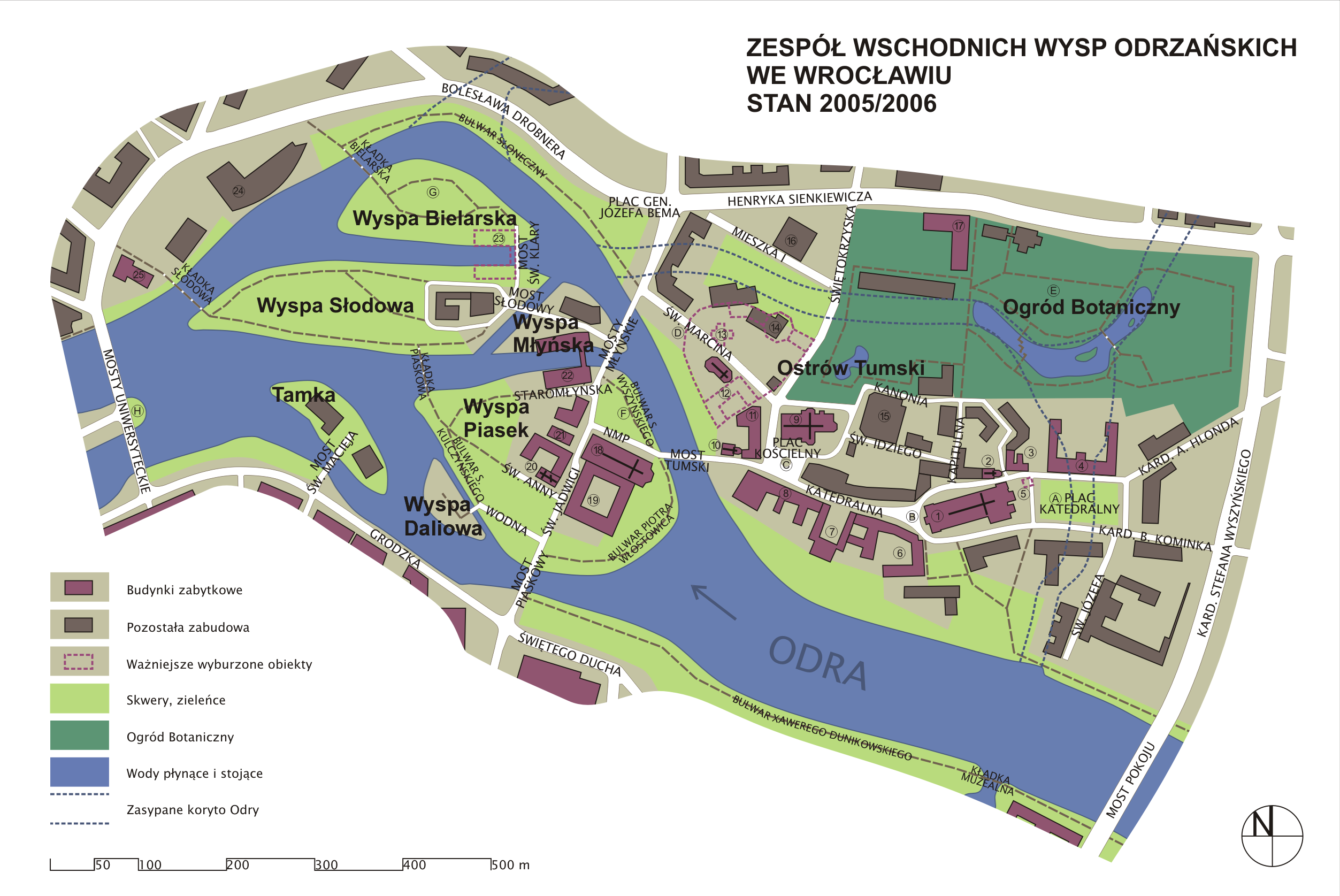
Zespół wschodnich wysp wrocławskich.

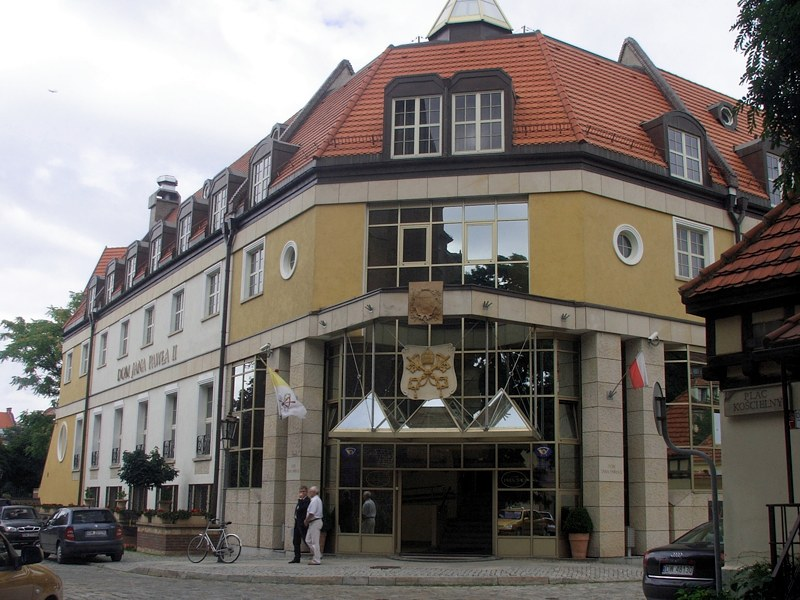
Pensjonat, początek ulicy.

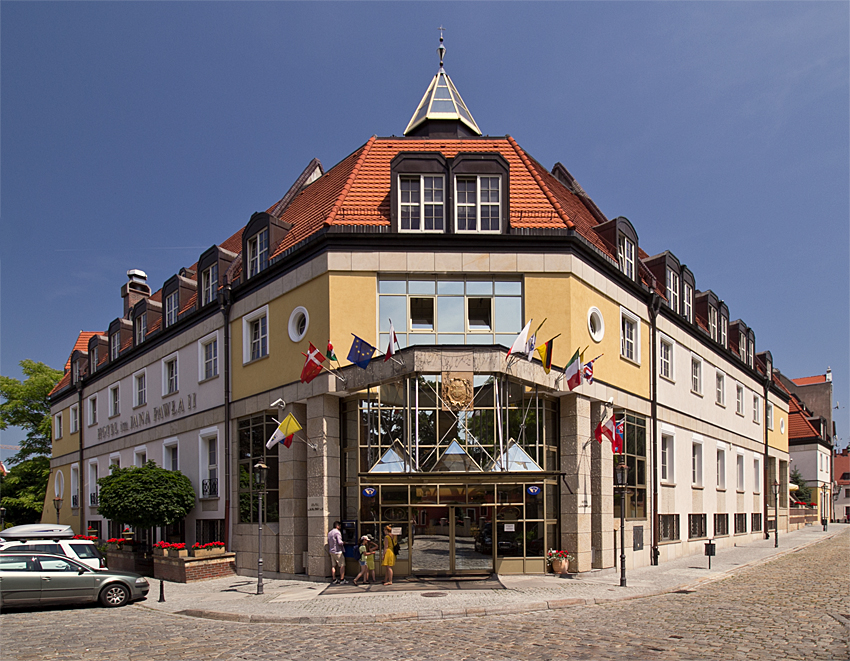
Pensjonat, początek ulicy.

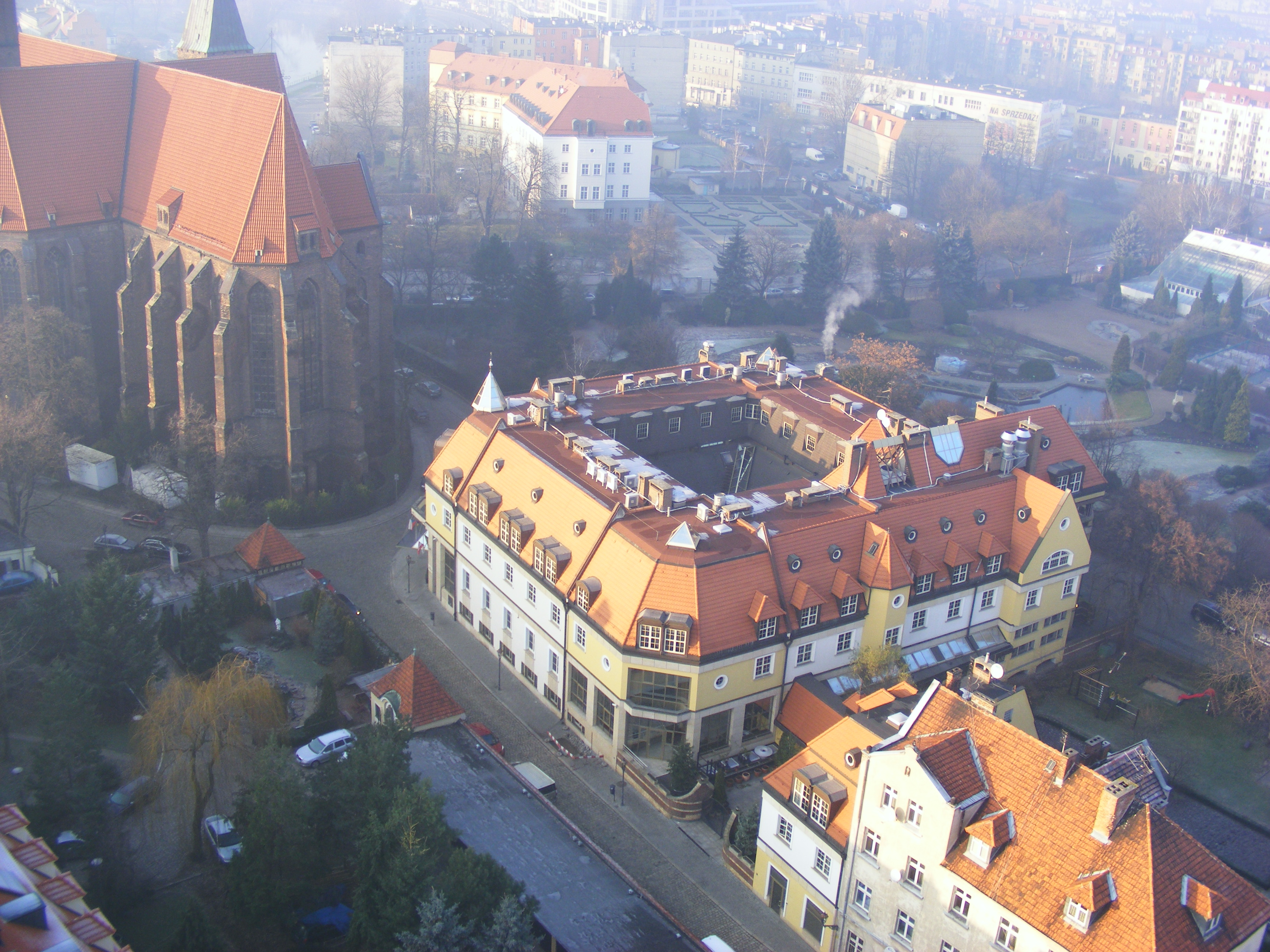
Zachodni fragment ulicy: kolegiata, pensjonat, fragment budynku 2-4.

Świętego Idziego (Kleine Domstrasse) – ulica położona we Wrocławiu na Ostrowie Tumskim, osiedlu Plac Grunwaldzki, w dawnej dzielnicy Śródmieście. Łączy plac Kościelny oraz kolegiatę Świętego Krzyża z ulicą Kapitulną.

## Historia
Historia obszaru, przez który przebiega ulica Kanonia, nierozerwalnie związana jest z historią katedry wrocławskiej, oraz towarzyszącej jej zabudowie, której geneza sięga 1000 roku, a która położona była we wschodnim krańcu grodu na Ostrowie Tumskim, a za nią przy ramieniu rzeki przebiegały fortyfikacje okalające gród.
Sama ulica powstała już w średniowieczu. Po jej południowej stronie znajdowały się oficyny rezydencji prałatów i kanoników katedralnych. Domy frontowe zlokalizowane były na działkach od strony ulicy Katedralnej, w jej północnej pierzei, która to ulica stanowiła główną oś komunikacyjną i ceremonialną Ostrowa Tumskiego. Natomiast pierzeję północą ulicy stanowiły odpowiednio od strony zachodniej w kierunku wschodnim: budynek notariatu biskupiego, tzw. "wielka karczma" kapituły katedralnej i domy niższego duchowieństwa katedralnego. Ówczesną, wymienioną zabudowę stanowiły głównie domy o konstrukcji wykonanej jako budynki szkieletowe. Pod koniec średniowiecza rozpoczął się jednak proces, trwający do XIX wieku, stopniowej wymiany zabudowy na budynki murowane.
Przekształcenia zabudowy przy ulicy Świętego Idziego następowały sukcesywnie. W latach 1539–1543 w południowo-wschodnim narożniku wybudowano pałac stanowiący część dziekanii katedralnej. Kolejne istotne zmiany w tym zakresie wymusił pożar, który zniszczył znaczną część Ostrowa Tumskiego, w tym całą zabudowę ulicy. Powstały tu po północnej stronie budynki Związku Magna Area, dom muzykantów i wikariuszy katedralnych. Odbudowywana zabudowa padła ofiarą kolejnego pożaru w 1791 roku. Układ zabudowy po jej obudowie w zasadzie została zachowany dla terenu położonego na południe od ulicy z wyjątkiem budowy po 1759 roku domu wicekustosza i zakrystianów katedralnych na działce wydzielonej z posesji dziekanii.
W przeciwieństwie do terenów południowych północna zabudowa ulicy uległa istotnym zmianom. Jedynym odbudowanym budynkiem był notariat biskupi. Na pozostałym obszarze urządzono nowe zagospodarowanie. Obejmowało ono założenie ogrodu w miejscu "wielkiej karczmy" oraz budowę w latach 1792–1793 budynku dla beneficjantów katedralnych w miejsce wyżej wymienionych trzech budynków pierzei północnej. Powstała tu zabudowa przeszła kolejne istotne przeobrażenia na przełomie XIX i XX wieku. Po 1898 roku wzniesiono monumentalny gmach Instytutu Fizyki. Był to budynek trzyskrzydłowy, zajmujący całą zachodnią część kwartału, stanowiąc po stronie zachodniej Ulicy Świętego Idziego północną jej pierzeję (w miejscu notariatu katedralnego), wschodnią pierzeję placu Kościelnego i południową pierzeję ulicy Kanonia. Z kolei w latach 1898 i 1910–1911 przebudowano dom beneficjantów katedralnych.
Po zniszczeniach wojennych, jakie nastąpiły podczas oblężenia Wrocławia w 1945, odbudowa lub rozbiórka zniszczonych obiektów w tym rejonie prowadzona była etapami. Rozebrano tu budynek Instytutu Fizyki, w latach 1977–1979 odbudowano dom beneficjantów, a w latach 1974–1981 odtworzono w uproszczonej formie zabudowę pierzei południowej wg projektu E. Michałowicza. Natomiast w miejscu, gdzie istniał Instytut Fizyki, w latach 2000–2002, po stronie północno-wschodniej, zbudowano budynek pensjonatu Jana Pawła II.

## Nazwa
W swojej historii ulica nosiła następujące nazwy własne:
- bezimienna, do 1824 roku[1]
- Kleine Domstrasse, od 1824 r. do 1900 r.[1][13]
- Świętego Idziego, od 1945 r.[1][13].

Wcześniejsza nazwa Kleine Domstrasse nawiązywała do znajdującej się w pobliżu katedry, podobnie jak nazwa połączonego z ulicą placem Katedralnym, pop. Domplatz, oraz ulica Katedralna, pop. Domstrasse, a wcześnie także całego Ostrowa Tumskiego - Dominsel i położonego w ciągu ulicy Katedralnej Mostu Tumskiego – Dombrücke. Ówcześnie była to wspólna nazwa także dla współczesnej ulicy Kanonia i Kapitulnej, do 1900 r.. Nazwa ta została po tej dacie zachowana dla ulicy Świętego Idziego.
Natomiast późniejsza, obecna nazwa nawiązuje do Świętego Idziego, który jest także patronem pobliskiego, zabytkowego kościoła św. Idziego położonego przy placu Katedralnym . Została ona nadana tej ulicy przez Zarząd Miejski Wrocławia w 1945 r. (okólnik nr 94 z 20.12.1945 r. w sprawie podania do wiadomości dalszych zmian nazw ulic na terenie miasta Wrocławia).

## Układ drogowy
Do ulicy przypisana jest droga gminna o długości 112 m.
Ulice i place łączące się z ulicą Świętego Idziego:
- Plac Kościelny[3][22]
- Kapitulna[3][23].

Współcześnie samą ulicę, jak i ulice powiązane, przeznaczono dla ruchu pieszego, z dopuszczeniem dojazdu do obiektów wyłącznie dla ich użytkowników, pojazdów specjalnych i dostawczych.

## Zabudowa i zagospodarowanie
Początek ulicy znajduje się na skrzyżowaniu z placem Kościelnym. Oś widokową ulicy zamyka kolegiata Świętego Krzyża i św. Bartłomieja. W tym obszarze pierzeję północą stanowi pensjonat Jana Pawła II, pierzeję południową budynki pod numerami 1-9 powstałe w ramach odbudowy z lat 1974-1981 wraz z murem okalającym posesje położone przy ulicy Katedralnej. Północną pierzeję za pensjonatem stanowi odbudowany budynek dawnego domu beneficjantów pod numerami 4-6 i otoczona murem posesja przy ulicy Kapitulnej 4, na której w głębi od ulicy Świętego Idziego stoi zabytkowy budynek stanowiący Dom Generalny Zgromadzenia Sióstr Bożego Serca Jezusa. Oś widokową ulicy w kierunku wschodnim zamyka zabytkowy budynek stanowiący obecnie siedzibę wicekustosza kapituły katedralnej i kuratora Ostrowa Tumskiego położony przy placu Katedralnym 18.

## Ochrona i zabytki
Obszar, na którym położona jest ulica Świętego Idziego, podlega ochronie w ramach zespołu urbanistycznego Ostrowa Tumskiego i wysp: Piaskowej, Bielarskiej, Słodowej i Tumskiej, wpisanego do rejestru zabytków pod nr rej.: 195 z 15.02.1962 r. oraz A/678/213 z 12.05.1967 r.. Inną formą ochrony tych obszarów jest ustanowienie historycznego centrum miasta, w nieco szerszym obszarowo zakresie niż wyżej wskazany zespół urbanistyczny, jako pomnik historii  . Również miejscowy plan zagospodarowania przestrzennego umieszcza ten obszar w strefie ścisłej ochrony konserwatorskiej i określa jako obszar o najwyższych wartościach krajobrazowych. Samo miasto włączyło ten obszar jako cenny i wymagający ochrony do Parku Kulturowego "Stare Miasto", który zakłada ochronę krajobrazu kulturowego oraz uporządkowanie, zachowanie i właściwe kształtowanie krajobrazu kulturowego i historycznego charakteru najstarszej części miasta . Ograniczeniom podlega również kształtowanie nawierzchni drogowych, gdyż w całym obszarze ulicy obowiązuje wykonywanie nawierzchni z kostki kamiennej lub klinkierowej w nawiązaniu do historycznych nawierzchni zabytkowych.
Przy ulicy i w najbliższym sąsiedztwie znajdują się następujące zabytki:
| nr                   | obiekt | powstanie | nr rej.                                        | foto |
| -------------------- | --- | --- | ---------------------------------------------- | ---- |
| pl. Kościelny        | | |                                                |      |
| 1                    | Kolegiata św. Krzyża, obecnie kościół św. Krzyża (górny) i św. Bartłomieja (dolny) zamykający oś widokową w kierunku zachodnim                                                          | 1288, ok. 1320 – ok. 1385, 1484 (hełm wieży), XVII, I poł. XVIII, 1809, XIX i l. 20. XX (wnętrza); odbudowa l. 1946–1950, l. 1956–1957 (XII-XIV w.) | 7 z 26.11.1947 oraz A/5256/44 z dn. 25.01.1962 |      |
| ul. Świętego Idziego | | |                                                |      |
| 4-6                  | Dom beneficjantów kaplicy elektorskiej i muzykantów katedralnych, ob. budynek mieszkalny pierzeja północna                                                                              | ok. 1880 r. | mpzp, ewidencja gminna                         |      |
| ul. Kapitulna        | | |                                                |      |
| 4                    | kanonia, dziekania katedralna, ob. Dom Generalny Zgromadzenia Sióstr Bożego Serca Jezusa pierzeja północna                                                                              | XVIII w., ok. 1880 r., 1945 r. zniszczony, 1948 r. rozebrany (pozostały mury obwodowe), l. 1974-1981 odbudowa (XVIII wiek)                          | A/2689/292 z 30.12.1970                        |      |
| pl. Katedralny       | | |                                                |      |
| 18                   | Probostwo katedry św. Jana Chrzciciela i mieszkania wikariuszy, ob. siedziba wicekustosza kapituły katedralnej i kuratora Ostrowa Tumskiego zamykający oś widokową w kierunku wschodnim | XVIII w., pocz. XIX w., odb. l. 1949–1956, XX/XXI w. (pocz. XIX)                                                                                    | A/2900/58 z 25.01.1962 r.                      |      |

Oprócz wyżej wymienionej ochrony wskazuje się także konieczność zachowania ogrodu ozdobno-warzywnego położonego za murem posesji klasztoru przy ulicy Kapitulnej 4, stanowiącym pierzeję północną ulicy Świętego Idziego, wraz z układem i detalami architektonicznymi oraz postuluje się objąć wpisem do ewidencji zabytków znajdujących się na posesji reliktów zabudowy oraz piwnicy pod podwórzem.